# Friedrich Konrad Beilstein
Friedrich Konrad Beilstein (Фридрих Конрад Бейльштейн), também chamado Fiódor Fiódorovich Beilshtéin (Бейльштейн, Фёдор Фёдорович) (São Petersburgo, 17 de fevereiro de 1838 – 18 de outubro de 1906) foi um químico russo-alemão, fundador e primeiro editor do conhecido "Manual de Química Orgânica" (Handbuch der organischen Chemie). A primeira edição desta obra, em 1881, registrava 1500 compostos em 2200 páginas. Atualmente este Manual é conhecido como "Banco de Dados Beilstein".